# Planchonella forbesii
Planchonella forbesii là một loài thực vật có hoa trong họ Hồng xiêm. Loài này được (S.Moore) H.J.Lam miêu tả khoa học đầu tiên năm 1925.